# Bongo (langue)
Pour les articles homonymes, voir Bongo (homonymie).
Le bongo est une langue nilo-saharienne parlée dans l'État du Bahr el Ghazal occidental au Soudan du Sud.

## Classification
Le bongo est une langue nilo-saharienne classée dans le sous-groupe bongo-bagirmi, rattaché aux langues soudaniques centrales.

## Écriture
| Majuscules | A | Ä | B  | ꞌB | C  | D  | ꞌD  | E  | Ë  | F   | G | GB | H | I | Ï | J | ꞌJ | K | KP |
| Minuscules | a | ä | b  | ꞌb | c  | d  | ꞌd  | e  | ë  | f   | g | gb | h | i | ï | j | ꞌj | k | kp |
| Majuscules | L | M | MB | N  | ND | NG | NGB | NJ | NY | ꞌNG | O | Ö  | P | R | T | U | Ü  | W | Y  |
| Minuscules | l | m | mb | n  | nd | ng | ngb | nj | ny | ꞌng | o | ö  | p | r | t | u | ü  | w | y  |

Le ton bas est indiqué avec un trait souscrit sous la lettre de la voyelle:
| ton bas                 | ton haut            |
| ----------------------- | ------------------- |
| ala̱, « chercher »       | ala, « grandir »    |
| ätü̱, « germer »         | ätü, « s’incliner » |
| ro̱, « corps », « pour » | ro, « nom »         |
| ädï̱, « être froid »     | ädï, « plier »      |
| ïyëë̱, « tu »            | ïyëë, « ton »       |

## Phonologie
Les tableaux présentent les voyelles et les consonnes du bongo.

### Voyelles
|         | Antérieure  | Centrale | Postérieure |
| ------- | ----------- | -------- | ----------- |
| Fermée  | i [i] ɪ [ɪ] | ɨ [ɨ]    | u [u] ʊ [ʊ] |
| Moyenne | e [e]       |          | o [o]       |
| Ouverte | ɛ [ɛ]       | a [a]    | ɔ [ɔ]       |

### Deux types de voyelles
Le bongo, comme une grande partie des langues nilo-sahariennes, différencie les voyelles selon leur lieu d'articulation. Elles sont prononcées, soit avec l'avancement de la racine de la langue, soit avec la rétraction de la racine de la langue.

Les voyelles avec avancement de la racine de la langue sont [i], [ɨ], [e], [o], [u].
Les voyelles avec rétraction de la racine de la langue sont [ɪ], [ɛ], [ɔ], [a], [ʊ].

### Consonnes
|              |              | Labiales | Alvéolaires | Dorsales | Dorsales | Dorsales | Glottales |
| ------------ | ------------ | -------- | ----------- | -------- | -------- | -------- | --------- |
| Palatales    | Vélaires     | Labiales | Alvéolaires | Labio.   |          |          | Glottales |
| Occlusives   | Sourde       | p [p]    | t [t]       |          | k [k]    | kp [k͡p]  |           |
| Occlusives   | Sonore       | b [b]    | d [d]       |          | g [g]    | gb [g͡b]  |           |
| Occlusives   | Implosive    | ɓ [ɓ]    | ɗ [ɗ]       |          |          |          |           |
| Occlusives   | Prénasale    | mb [m͡b]  | nd [n͡d]     |          | ng [ŋ͡g]  | ngb [ŋ͡b] |           |
| Fricative    | Fricative    |          |             |          |          |          | h [h]     |
| Affriquée    | Sourde       |          |             | c [t͡ʃ]   |          |          |           |
| Affriquée    | Sonore       |          |             | j [d͡ʒ]   |          |          |           |
| Affriquée    | Implosive    |          |             | ʾj [d͡ʒʕ] |          |          |           |
| Affriquée    | Prénasale    |          |             | nj [n͡dʒ] |          |          |           |
| Nasale       | Nasale       | m [m]    | n [n]       | ɲ [ɲ]    | ŋ [ŋ]    |          |           |
| liquide      | liquide      |          | l [l]       |          |          |          |           |
| Roulée       | Roulée       |          | r [r]       |          |          |          |           |
| Semi-voyelle | Semi-voyelle | w [w]    |             | y [j]    |          |          |           |

### Une langue tonale
Le bongo est langue tonale qui compte quatre tons, haut, moyen, bas et descendant. Cependant seuls les tons haut et bas sont phonémiques.
| Ton  | Exemple | Traduction  |
| ---- | ------- | ----------- |
| haut | bʊ́      | faim        |
| bas  | tɪ̀ɪ̀     | sésame pilé |

## Sources
- Bongo Language Committee et SIL - South Sudan, « The Bongo Alphabet », sur Bongo Dictionary, 2016
- (en) Kilpatrick, Eileen, Bongo Phonology, Occasional Papers in the Study of Sudanese Languages n° 4, pp. 1–62, Juba, Summer Institute of Linguistics, Institute of Regional Languages, College of Education University of Juba, 1985.
- [Moi et al. 2018a] (en) Daniel Rabbi Moi, Mario Lau Babur Kuduku, Mary Mangira Michael, Simon Hagimir John, Rapheal Zakenia Paul Mafoi et Nyoul Gulluma Kuduku, Bongo consonant and vowel book, Juba, SIL-South Sudan, 2018 (1re éd. 2014) (lire en ligne)
- [Moi et al. 2018b] (en) Daniel Rabbi Moi, Mario Lau Babur Kuduku, Mary Mangira Michael, Simon Hagimir John, Rapheal Zakenia Paul Mafoi, Nyoul Gulluma Kuduku et James Guil Juma, Bongo grammar book, Juba, SIL-South Sudan, 2018 (lire en ligne)